# ICP-OES

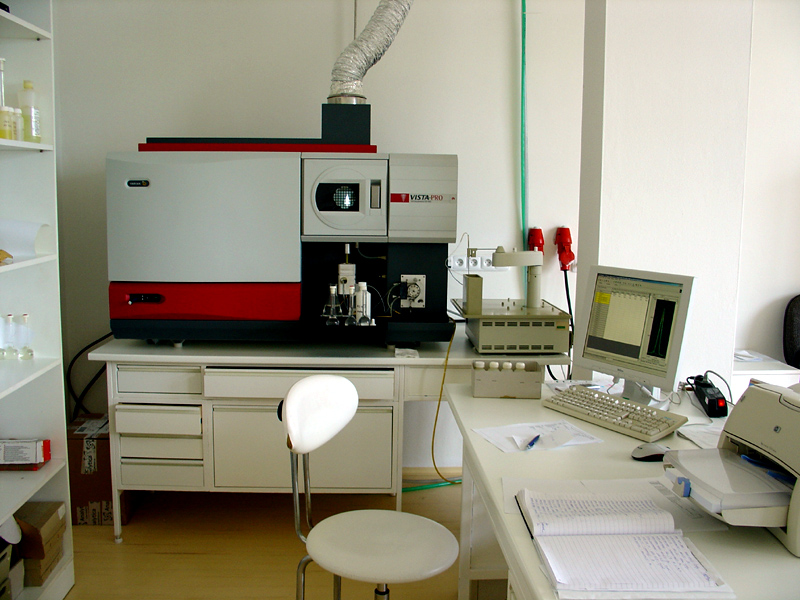
přístroj ICP-OES firmy Varian

ICP-OES (Inductively coupled plasma optical emission spectrometry) nebo též ICP-AES (Inductively coupled plasma atomic emission spectrometry) čili optická (atomová) emisní spektrometrie s indukčně vázaným plazmatem je stopová analytická metoda sloužící ke stanovení obsahu stopových i významných koncentrací jednotlivých prvků v analyzovaném vzorku. Tato technika umožňuje analyzovat téměř všechny prvky periodické tabulky, které je možno převést do roztoku citlivostí od jednotek ppb po stovky ppm. V posledních přibližně 30 letech se stala masově používanou analytickou technikou a ve světě pracují v současné době tisíce těchto spektrometrů.

## Princip metody
Roztok analytického vzorku je zmlžen a vzniklá mlha je proudem argonu vedena do hořáku, ve kterém je za pomoci střídavého vysokofrekvenčního magnetického pole udržováno argonové plazma o teplotě 6 000 – 10 000 K.
Za takových podmínek se rozpouštědlo okamžitě odpaří a zanikají chemické vazby v molekulách přítomných sloučenin. Energie v plazmatu je dostatečná k tomu, aby došlo k excitaci elektronů přítomných atomů do vyšších energetických hladin. Protože excitovaný stav atomu je nestabilní, vrací se vybuzené elektrony zpět na své původní energetické hladiny a přitom emitují světlo o přesně definované vlnové délce, určené energetickým rozdílem obou hladin.
{\displaystyle \delta \ E=h\nu \,={\frac {hc}{\lambda }}}
kde ∆E je energetický rozdíl hladin elektronu v atomu, h je Planckova konstanta (6,626×10−34 J.s), ν je frekvence světelného vlnění, c je rychlost světla ve vakuu a λ je vlnová délka světla.
Emitované světlo je poté vedeno na velmi výkonný monochromátor, který rozdělí zachycené světelné záření podle jeho vlnových délek a fotony tohoto rozděleného světla dopadají na citlivý detektor, který převede intenzitu dopadajícího záření na elektrický signál. Intenzita signálu, odpovídající charakteristické vlnové délce světla vznikajícího přechodem energetických stavů analyzovaného prvku pak odpovídá množství prvku, přítomného v analyzovaném roztoku.

## Technický popis zařízení

### Transport vzorku do plazmatu

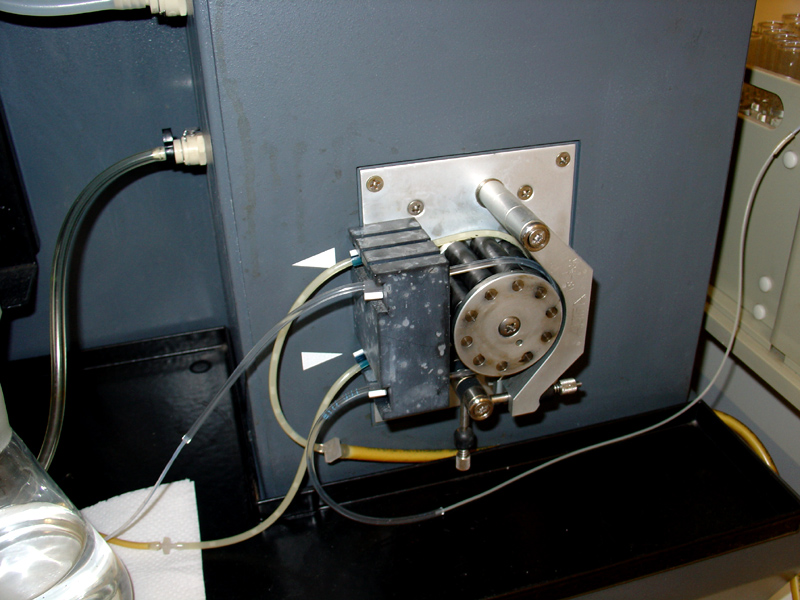
peristaltické čerpadlo pro dávkování vzorku do zmlžovače

Prakticky všechny vzorky měřené technikou ICP-OES je třeba před analýzou převést do roztoku. Jeho transport do plazmatu probíhá obvykle pomocí peristaltické pumpy (někdy se také označuje jako peristaltické čerpadlo). Jeho pomocí se vzorek dostává do zmlžovače, který z původně kapalného vzorku vyrobí jemný aerosol a tato „mlha“ kapiček roztoku a je proudem argonu unášena do plazmového hořáku.
Přitom se obvykle používá dvou až pěti cestné čerpadlo, které v prvním kanále transportuje roztok vzorku do zmlžovače, v druhém kanále je hadička pro odvod zkondenzovaného vzorku ze zmlžovací komory, ve třetím může být roztok interního standardu, čtvrtý může být použit například pro in-line ředění příliš koncentrovaných vzorků a pátý může být použit ve spojení se speciální zmlžovací komorou pro přívod hydridotvorného činidla.
Nejčastěji jsou používány pneumatické kapilární zmlžovače, které jsou konstrukčně nejvíce propracovány. V těchto zmlžovačích se slabý proud roztoku vstřikuje tenkou tryskou do proudu argonu a v systému několika koncentrických trubic vzniká poměrně velmi dobře definovaný a homogenní aerosol vzorku. Jeho hlavní nevýhodou je možnost zanesení trysky malými nerozpuštěnými částečkami ve vzorku nebo vykrystalovanými solemi při analýze příliš koncentrovaných roztoků. Pro takové roztoky je proto lépe využít pneumatického Babbingtonova zmlžovače, který dovoluje pracovat i se silně zasolenými roztoky nebo suspenzemi pevných částic, nevytváří však tak jemný a dobře definovaný aerosol. Novým typem zmlžovače je zmlžovač typu One-neb, který poskytuje výhody Babbingtonova zmlžovače z hlediska odolnosti vůči koncentrovaným a zasoleným roztokům a zároveň vytváří velmi jemný homogenní aerosol s velikostí kapének menší než je tomu u koncentrického kapilárního zmlžovače a zvyšuje tak citlivost metody.
Speciálním případem je generování plynných hydridů a jejich dávkování do plazmatu. Tento postup vede k mimořádné citlivosti analýz, má však řadu omezení - je použitelný pouze v omezené skupině prvků jako arsen, selen, antimon, cín nebo bismut a současně nesmí analyzovaný roztok obsahovat významné koncentrace těžkých kovů.

### Odečtení emisních spekter
Při vstupu analyzovaných prvků do plazmatu dochází k vybuzení jejich emisních čar, jak bylo popsáno v úvodu článku. Aby bylo možné využít těchto emisních čar pro analytické účely, je třeba odvést vznikající záření do součásti, která je schopna jej rozdělit podle jeho vlnových délek. Takzvané sekvenční spektrometry využívají k rozdělení záření na jednotlivé vlnové délky tzv. monochromátor. Intenzita světla o dané vlnové délce odpovídající koncentraci analytu je pak měřena na detektoru (obvykle fotonásobič). Vývojově novější jsou tzv. simultánní ICP-OES spektrometry, které využívají pro rozdělení emitovaného záření tzv. polychromátor, ze kterého je svazek světla rozdělený dle vlnových délek nasměrován na detektor (nejčastěji) typu CCD, který umí detekovat kontinuální svazek světa v obvyklém rozsahu 165-780 nm (přístroje s optikou typu Echelle), nebo (ojediněle) na skupinu více detektorů v přerušeném nekontinuálním poli (přístroje s optikou typu Paschen-Runge) .
Protože energetické podmínky v používaném plazmatu se významně liší v různých prostorových částech výboje, je velmi důležité správné umístění pozorovacího místa, z nějž se spektrum zaznamenává. V běžném plazmatickém hořáku se teploty generovaného plazmatu liší až o několik tisíc °C mezi prostorem těsně za hlavicí hořáku (kde plazma vzniká) a jeho ukončení, tedy na vzdálenost přibližně pouhých dvou centimetrů. Díky tomu je pochopitelně výrazně odlišná intenzita vybuzeného záření v různých místech plazmatického kužele, protože ta je dána především energií, předávanou atomům plazmatem, tedy vlastně teplotou plazmatu.
Současné přístroje se proto podle typu pozorování vzniklého typu v zásadě dělí na axiální a radiální:
- Radiální spektrometry odebírají měřené emisní záření z bodů kolmých k ose plazmatického hořáku. Jsou historicky starší a proto i více probádané. Všechny přístroje tohoto typu mají možnost automaticky měnit polohu plazmatického hořáku vzhledem k místu odebrání spektra a posunovat tak hořák nahoru a dolů ale doprava nebo doleva. V ovládacím software obvykle existuje utilita, která umožňuje automatické hledání optimální polohy hořáku pro analýzu vybraného prvku – postupnými změnami polohy hořáku automaticky nabídne takovou polohu, kdy je odezva pro měřený prvek maximální a signál spektrálního pozadí nejmenší.

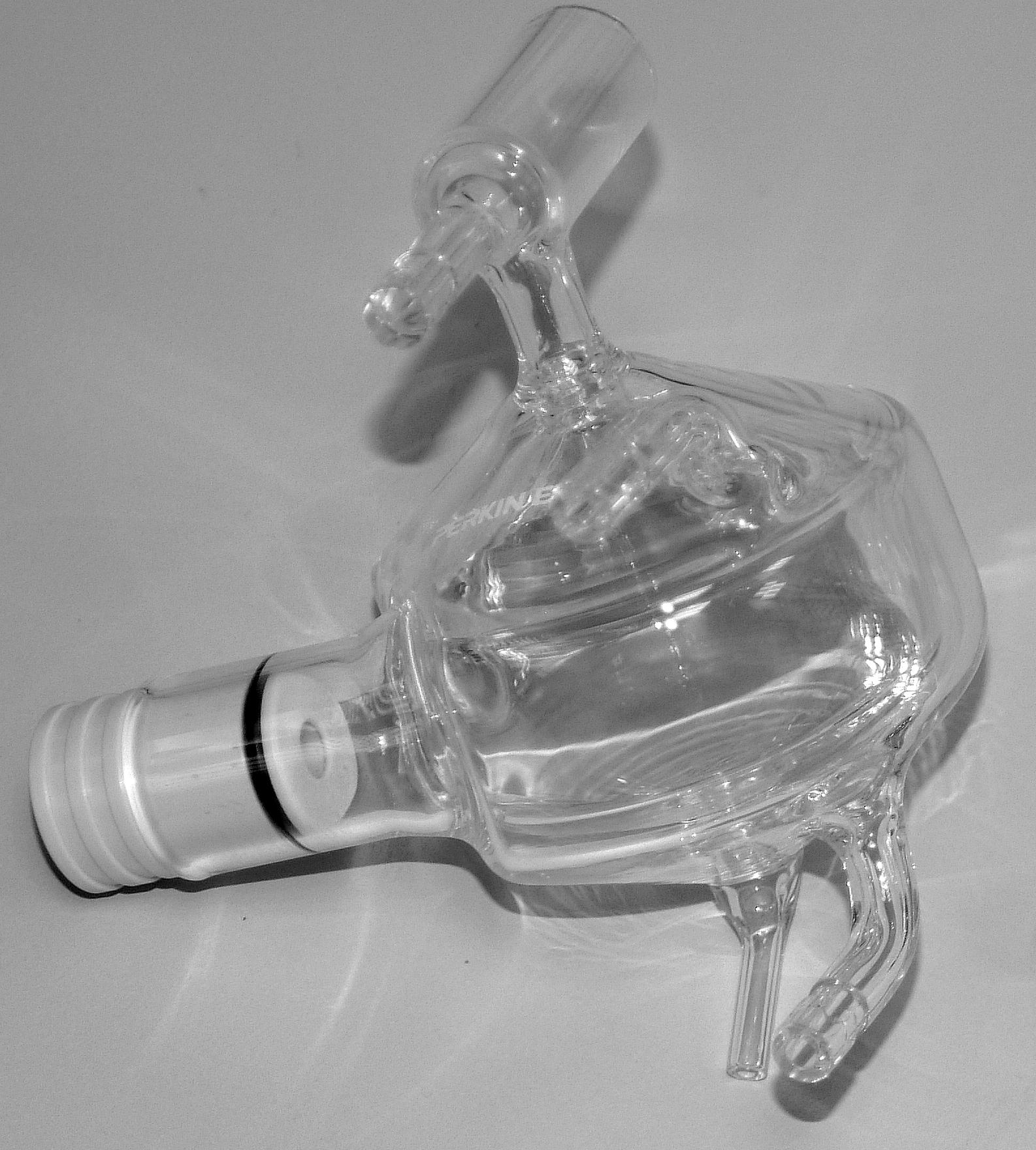
Cyklonický zmlžovač

- Axiální spektrometry jsou konstrukčně složitější a komerčně jsou nabízeny teprve od 90. let minulého století. V těchto přístrojích je spektrum snímáno v ose hoření plazmatu a vstup do monochromátor je tak v ose s plazmatickým hořákem. Pro praktické použití je nutné nějakým způsobem odstranit „špičku“ plazmatického kužele (studený chvost plazmatu), která brání pohledu do nitra plazmatu. Obvykle se to děje „odříznutím“ špičky proudem inertního plynu (dusík, argon) proudícího kolmo k ose plazmatu, což však způsobuje nežádoucí lokální ochlazování plazmatu, zvyšuje interference a provozní náklady. Jinou velmi účinnou metodou je využití chlazeného vstupního kónusu optiky (stejně jako je tomu u techniky ICP-MS), kdy dochází přesné separaci studeného chvostu, a to bez ovlivnění teploty v analytickém kanálu plazmatu. Výhodou axiálního plazmatu je zvýšení citlivostí analýz přibližně o jeden řád oproti radiálnímu pohledu. Naopak nevýhodou je zvýšená citlivost vůči všem interferenčním jevům. Z těchto důvodů je tento typ přístroje obvykle používán pro analýzy vzorků s nízkým obsahem solí (např. vody nebo rozklady biologických matric), naopak radiální pohled je doporučován pro vzorky geologických materiálů, metalurgické analýzy a další podobné typy.
- Duální spektrometry jsou kombinací obou výše zmíněných typů a nabízejí kombinaci obou pohledů do plazmatu. Umožňují tak oddělené axiální nebo radiální pozorování výboje. Vzhledem k horizontálnímu uložení hořáku je u těchto typů přístrojů handicapem nutnost jistého konstrukčního kompromisu pro umožnění obou pohledů. Tyto instrumenty proto nedosahují citlivosti ryze axiálních instrumentů (vzhledem k hůře řešenému/neřešenému odstranění studeného chvostu výboje) a současně jsou poněkud náchylnější k interferenčním jevům a zanášení systému (vyšší provozní náklady, při měření zasolených vzorků dochází ke gravitačním usazováním částic matrice na skle hořáku a jeho lokální protavování) než dedikované radiální přístroje. V nedávné době[kdy?] byl představen nový typ ICP-OES spektrometrů s duálním pozorováním plazmatu, který využívá vertikálního umístění hořáku, tzn. uspořádání běžné u radiálních spektrometrů, což snižuje nároky na údržbu a zvyšuje robustnost systému a zároveň umožňuje axiální pozorování plazmatu s hardwarově řešeným odstraněním studeného chvostu pomocí chlazeného konusu. Tato kombinace tak nabízí vlastnosti plnohodnotného radiálního i axiálního pozorování bez nutnosti kompromisů. Nedávno[kdy?] představenou novinkou je také možnost současného pozorování plazmatu z axiálního i radiálního směru. Tento systém přináší vyšší rychlost analýz, nižší spotřebu argonu a umožňuje získat komplexní představu o prvkovém složení vzorku jen v jednom měření.

rozklad světla hranolem

## Spektrální rozklad emitovaného záření
Vzhledem k tomu, že existuje několik tisíc emisních spektrálních čar různých prvků nebo molekul, je základní podmínkou pro získání kvalitních analytických dat dokonalé odečtení intenzity právě hledané emisní čáry měřeného prvku tak, aby současně nebyla měřena emise i jiného prvku a nedocházelo tak ke vzniku falešných kladných signálů. Proto lze říci, že srdcem každého emisního spektrometru je monochromátor, tedy optický člen, který je schopen rozdělit dopadající zařízení podle jeho vlnových délek. Na dokonalosti této separace jednotlivých spektrálních oblastí (čar) závisí schopnost přístroje měřit i velmi malá množství určeného prvku ve velkém nadbytku prvků jiných (selektivita měření).
Nejstarším disperzním prvkem pro rozklad světla je disperzní hranol, jehož účinnost je však pro požadavky metody ICP-OES příliš nízká.
Pro účely emisní spektrometrie poměrně dobře vyhovuje rozlišení optických mřížkových disperzních členů. Přitom se obvykle používá rozlišení až ve vyšším spektrálním řádu (20 – 50), kde lze dosáhnout odlišení jednotlivých spektrálních čar o 0,005 nm.
V současné době je pravděpodobně nejvíce používaným disperzním členem ICP spektrometrů tzv. Echelleho uspořádání, které kombinuje optický hranol jako vstupní člen a za něj se umísťuje optická mřížka, která primárně rozložené světlo ještě dále jemně disperguje.

## Obvykle využívané spektrální čáry
Následující tabulka uvádí hodnoty vlnových délek spektrálních čar, které se v metodě ICP-OES používají k analýze obsahu prvků v roztocích:
| Měřený prvek | Vlnová délka (nm) | Měřený prvek | Vlnová délka (nm) |
| ------------ | ----------------- | ------------ | ----------------- |
| Ag           | 328,068           | As           | 188,979           |
| Al           | 167,079           | Al           | 396,152           |
| Au           | 267,595           | B            | 249,678           |
| Ba           | 493,409           | Be           | 313,107           |
| Bi           | 223,061           | Ca           | 422,673           |
| Cd           | 228,802           | Ce           | 413,380           |
| Co           | 238,892           | Cr           | 267,716           |
| Cu           | 324,754           | Fe           | 259,940           |
| K            | 769,896           | La           | 379,478           |
| Li           | 670,784           | Mg           | 279,553           |
| Mn           | 257,610           | Mo           | 202,030           |
| Na           | 588,995           | Ni           | 231,604           |
| P            | 177,495           | Pb           | 220,353           |
| Pd           | 340,458           | Pt           | 265,945           |
| Rh           | 343,487           | S            | 180,731           |
| Sb           | 217,581           | Se           | 196,026           |
| Si           | 251,611           | Se           | 196,026           |
| Sn           | 189,926           | Sr           | 421,552           |
| Ti           | 336,121           | Tl           | 351,924           |
| V            | 292,402           | W            | 207,911           |
| Zn           | 213,856           | Zr           | 343,823           |

## Detektory
Konečnou fází celé spektrální analýzy je kvantitativní vyhodnocení naměřených údajů umožňující výpočet obsahu sledovaného prvku v měřeném vzorku. Základním členem pro toto vyhodnocení je detektor, jehož úkolem je změřit intenzitu dopadajícího záření o příslušné vlnové délce – toto záření na něj pošle výše zmíněný disperzní člen, obvykle mřížka typu echelle.
Detektor je proto na svém povrchu pokryt speciální polovodičovou fotocitlivou vrstvou, která je schopna převést intenzitu dopadajícího světla na velmi slabý elektrický proud. Po jeho zesílení se přesně určí intenzita vzniklého elektrického proudu a ta je pak výchozím údajem pro určení obsahu měřeného prvky v analyzovaném roztoku.
Starší přístroje obvykle pracovaly tak, že se monochromátor postupně natáčel tak, aby na detektor vysílal předem zvolenou vlnovou délku záření, která odpovídala spektrální čáře měřeného prvku. Postupně tak podle předem zvoleného počítačového programu proměřil všechny prvky, které měly být analyzovány. Tento postup byl poměrně pomalý, protože pro získání kvalitního signálu je třeba každou spektrální čáru proměřovat minimálně několik sekund a běžná analýza, zahrnující například 10 prvků tak trvala přibližně 5 - 10 minut.
Podstatné zkrácení doby analýzy, i když za cenu částečného zvýšení ceny zařízení, přineslo použití tzv. polychomátorů , které fungovaly na principu klasických kvantometrů, běžně používaných v hutním průmyslu. Disperzní člen zde zůstával v nehybné pozici a na místa, kam bylo vysíláno světlo o požadované vlnové délce byly umístěny detektory. Celá analýz tak proběhla za podstatně kratší dobu, protože se současně měřily všechny prvky naráz. Problémem byla nutnost instalace poměrně drahých detekčních členů pro každý měřený prvek a dále také fakt, že přístroj byl schopen měřit vždy jen předem vybranou a nainstalovanou sérii prvků. Proto takové přístroje nacházejí uplatnění především v kontrole sériové výroby, kde je nutno kontrolovat stále stejné parametry.
V posledních přibližně 10 letech se objevily přístroje, které namísto jednotlivých nákladných detektorů mají instalováno tzv. diodové pole, tedy soustavu až několika milionů pixelů, z nichž každý je schopen měřit intenzitu emise světla v určitém vlnovém rozsahu. Dnešní přístroje disponují detektory, které jsou schopny pokrýt škálu vlnových délek od 160 až do 900 nm s digitálním rozlišením 0,002 – 0,005 nm. Měření pak probíhá opět současně na všech zvolených vlnových délkách a snímání signálu se omezuje na vybrané pixely spíše z důvodu rychlosti zpracování získaných dat, i když tento problém u moderních přístrojů se zdokonalováním počítačové techniky také odeznívá. Detektory tohoto typu je třeba při měření chladit na poměrně nízké teploty, obvykle postačí teploty asi -35 °C, kde se používá Peltierova efektu. Některé citlivější přístroje vyžadují chlazení až pod -100 °C a tam je jako chladicí médium využíván kapalný dusík. Chlazení na teploty pod -35 °C však přináší úskalí v podobě rizika kondenzace v plynech přítomné vlhkosti. Pro velkou většinu analytů (vyjma halogenidů) je však dostačující rozsah detektoru od 167nm do 785 nm umožňující stanovení Al na čáře 167.019 nm (v dolním rozsahu detektoru) a draslíku na čáře 769.897 nm (v horním rozsahu detektoru). Nejmodernější ICP-OES spektrometry dnes využívají díky pokročilé výpočetní technice detektory, které umožňují simultánní záznam celého spektra a to bez vlivu na délku analýzy, což přináší značnou flexibilitu při analýzách a úspory provozních nákladů.

## Omezující faktory
Přestože technika ICP-OES poskytuje vynikající detekční limity pro velké množství analyzovaných prvků, existují i zde jistá omezení, která limitují použití této metody. Tato omezení jsou dána především komplikovaností emisních spekter prvků v analyzovaném vzorku tak samotného argonového plazmatu.

### Spektrální interference
Nejběžnějším rušivým jevem je koincidence čar, která je způsobena překryvem spektrálních čar, ležících natolik blízko sebe, že je použitý detektor nedokáže vzájemně odseparovat. Míra rušivého vlivu je pak dána především vzájemným poměrem intenzit obou překrývajících se čar a pochopitelně i poměrem koncentrací měřeného a interferujícího prvku.
Typickým rušivým prvkem je železo, které se vyznačuje mimořádně vysokým počtem spektrálních linií a současně je velmi často přítomno ve většině analyzovaných matric (geologické vzorky, výluhy půd atp.). Železo tak ruší například stanovení hliníku na čáře 167,081 nm, arzenu při 193,696 nm, kadmia na 226,502 nm, kobaltu 238,892 nm, chromu 205,552 nm, manganu 257,610 nm, selenu 196,026 nm, cínu 235,848 nm nebo vanadu při 289,332 nm. Tento problém spektrálních interferencí je však dnes možné celkme efektivně řešit. Přední výrobci spektrometrů nabízejí v rámci svých softwarů rozkrývání spektrálních čar pomocí funkcí umožňujících matematické dekonvoluce složených spekter.
Podobným typem je koincidence molekulových pásů vznikajících emisí nedokonale disociovaných sloučenin v plazmatu. Tyto spektrální pásy se vyznačují značně větší šířkou než klasické atomové emisní čáry. V běžných analyzovaných matricích se na interferencích podílejí pásy molekul: N2+, NO+, CN− nebo OH−.
Jiným typem spektrální interference je tzv. reverze spektrálních čar. Tento jev nastává při zvyšování koncentrace měřeného prvku nad jistou hranici, kdy je záření excitovaných atomů z centrální horké části plazmatu pohlcováno atomy stejného prvku v chladnější části na okrajových částech plazmatické zóny. Výsledkem je silně zakřivení kalibrační křivky nad jistou koncentraci analyzovaného prvku.

### Nespektrální interference
Do kategorie nespektrálních interferencí patří jevy, které negativně ovlivňují analytickou informaci díky různým chemickým vlastnostem analyzovaného roztoku nebo jeho fyzikálními vlastnostmi analyzovaného roztoku.
Nejobvyklejší chemické vlivy jsou tvorba nerozpustných solí a jejich sorpce na stěnách analytických nádob nebo v přívodních hadičkách, vedoucích vzorek do plazmatu. Přitom vzhledem k poměrně nízkým obsahům běžně analyzovaných látek nemusí analytik tento jev vůbec zaznamenat a může se tak dopustit hrubé chyby v interpretaci získaných dat. Typickým příkladem může být například analýza obsahu stříbra v přítomnosti chloridových iontů nebo barya v roztocích obsahujících sírany. Pro eliminaci uvedených chyb je nutná důkladná znalost celého analyzovaného systému a pochopitelně i podrobná znalost chemického chování jednotlivých prvků.
K fyzikálním vlivům lze přiřadit především rozdílnou viskozitu analyzovaného roztoku a roztoku pro kalibraci přístroje. Viskozita může být často ovlivněna především vyššími obsahy solí nebo kyselin ve vzorcích a její eliminace spočívá jednak v naředění analyzovaného roztoku (pokud je to možné) a dále v použití vnitřního standardu, který se přidává do kalibračních roztoků i analyzovaného vzorku a z měření jeho odezvy lze pak usoudit na případnou interferenci.
Posledním typem nespektrálních interferencí jsou ionizační jevy. Dochází k nim především při analýzách roztoků s vyššími obsahy prvků s nízkým ionizačním potenciálem jako jsou alkalické kovy nebo kovy alkalických zemin. U těchto prvků postačuje energie normálně používaného argonového plazmatu k tvorbě nabitých iontů Me+ nebo Me2+. Tvorba těchto částic v plazmatu má však za následek odčerpávání volných elektronů, které by jinak vstupovaly do reakcí s volnými atomy ostatních prvků. To má za následek snížení analytického signálu prvků s vyššími ionizačními potenciály (což je případ drtivé většiny reálných vzorků při analýzách životního prostředí). Možností, jak analyzovat takovéto vzorky s potlačením matrix efektu je analýza s použitím již zmiňovaného vnitřního standardu. Obsah vnitřního standardu je ve všech (kalibračních i neznámých) roztocích stejný, přičemž je měřen na dvou vlnových délkách. První z nich odpovídá emisní atomové čáře (deexcitace), druhá pak iontové čáře (deionizace). Je nezbytné aby analytická metoda byla vystavěna tak, že atomová čára analytu bude korigována na atomovou čáru vnitřního standardu, resp. iontová na iontovou, neboť jak již z principu metody vyplývá, spektrum bohaté na iontové čáry bude úměrně tomu chudší na čáry atomové a naopak.
Další výhodou metody interního standardu je to, že operátorovi dává v reálném čase informace o stabilitě plazmatu, případném ucpání tubingu (přívodu vzorku) a koriguje rozdíly viskozity roztoků

## Využití ICP-OES
Technika ICP-OES patří v současnosti mezi velmi obvyklé techniky v prvkové analýze. Její výhodou je poměrně značná citlivost a rychlost analýzy, handicapem je poměrně značné ovlivnění signálu matricí vzorku (i když s její pomocí lze analyzovat i vzorky se značným obsahem rozpuštěných látek) i vyšší náklady na provoz díky značné spotřebě argonu.
- Biologické matrice – vzorky různých živočišných a rostlinných tkání, tělní tekutiny jako krev, lymfa nebo moč se technikou ICP-OES zpravidla analyzují na obsahy biogenních prvků jako je sodík, draslík, hořčík, vápník, železo nebo zinek. Obsahy dalších kovových prvků v těchto materiálech jsou obvykle příliš nízké, aby je bylo možno snadno analyzovat z běžně používaných rozkladů vzorků (obvykle tlakový rozklad směsí kyseliny dusičné a peroxidu vodku. Uvedené analýzy se pak řeší technikou ICP-MS (pokud je dispozici) nebo se kovy ze vzorku zkoncentrují např. odpařením nebo extrakcí do vhodné organické fáze.

- Geologické matrice jsou pro tuto techniku velmi vhodné. Vzhledem k značnému obsahu obvykle analyzovaných složek se technika ICP-OES úspěšně používá prakticky pro celou škálu analyzovatelných prvků. Výjimkou jsou případy, kdy je požadována velmi vysoká přesnost stanovení – například zjišťování obsahu železa v jeho rudě nebo zlato v zlatonosné hornině z důvodu určení co možná nejpřesnější hodnoty ložiska nebo i dodávky velkého množství suroviny. V těchto případech se dává přednost přesnějším „klasickým“ technikám jako je titrace nebo častěji gravimetrie. Opačným případem je analýzy skutečně stopových množství prvků jako např. lanthanoidů nebo uranu, kdy je často nasazována metoda ICP-MS.

- Kontrola životního prostředí – zde nachází technika ICP-OES uplatnění především v monitorování velkých skládek odpadu nebo hodnocení odpadu jako takového. Může se přitom jednat o posouzení metody pro zpracování určitého typu odpadu (např. elektronického šrotu) nebo pouze pro posouzení stupně jeho toxicity před uložením na skládku.

- Průmyslové aplikace - techniky ICP-OES jsou velmi pestré a její nasazení v průmyslu je dnes v řadě oborů prakticky samozřejmostí.
  - Sklářský průmysl – sklo a suroviny pro jeho výrobu jsou ideálním materiálem pro tuto metodu. Analyzuje se jak složení základních složek (sklářského kmene) jako je Na, K, Mg, Ca, Si, B nebo Al, tak prvky, přidávané do skloviny pro úpravu vlastností výrobku. Mezi ty je dnes možno zařadit téměř všechny zbývající prvky, protože sortiment druhů vyráběného skla je tak obrovský, že je nelze ve zkratce popsat. Stejně tak se metodou ICP-OES často setkáme v poměrně příbuzném oboru – průmyslu keramickém, kde platí prakticky totéž jako pro výrobu skla.
  - Metalurgický průmysl – při výrobě kovů a jejich slitin je technika ICP-OES široce využívána jak při kontrole vstupních surovin, tak při hodnocení složení finálních výrobků. Typickým příkladem je výroba takových slitin jako mosaz, různé bronzy, pájky, dural a mnoho dalších. Při výrobě surového železa a oceli jsou však využívány v daleko větší míře mnohem dražší, ale několikanásobně rychlejší i přesnější kvantometry.
  - Bylo by možné vyjmenovat ještě řadu průmyslových odvětví, kde se technika ICP-OES v jistých aplikacích uplatňuje – výroba stavebních hmot a cementu, výroba některých chemikálií, potravinářství, farmacie nebo i kontrola průmyslových kompostů.